# Liste der Museen in Duisburg
Die Liste der Museen in Duisburg listet die Museen in der nordrhein-westfälischen Stadt Duisburg auf. 

## Liste
| Bezeichnung                                       | Ortsteil                | Anmerkungen | Bild           |
| ------------------------------------------------- | ----------------------- | --- | -------------- |
| Bienenmuseum Duisburg                             | Rumeln-Kaldenhausen     | | weitere Bilder |
| Explorado                                         | Altstadt                | Kindermuseum im Innenhafen, vorherige Nutzung durch das Atlantis Kindermuseum, das wegen Insolvenz geschlossen wurde, und das Legoland Discovery Centre | weitere Bilder |
| Haniel Museum                                     | Ruhrort                 | Nur für angemeldete Besuchergruppen zugänglich | weitere Bilder |
| Kultur- und Stadthistorisches Museum              | Altstadt                | | weitere Bilder |
| Landschaftspark Duisburg-Nord                     | Meiderich               | | weitere Bilder |
| Lehmbruck-Museum                                  | Dellviertel             | | weitere Bilder |
| Museum der Deutschen Binnenschifffahrt            | Ruhrort                 | | weitere Bilder |
| Museum DKM                                        | Dellviertel             | |                |
| Museum Küppersmühle                               | Altstadt                | | weitere Bilder |
| Museum St. Laurentius                             | Friemersheim            | | weitere Bilder |
| Museum Stadt Königsberg                           | Altstadt                | | weitere Bilder |
| Radiomuseum Duisburg                              | Ruhrort                 | | weitere Bilder |
| Rheinhauser Bergbausammlung                       | Bergheim (Duisburg)     | | weitere Bilder |
| Galerie Rheinhausen des Wilhelm-Lehmbruck-Museums | Rheinhausen-Mitte       | |                |
| Haus der Naturfreunde                             | Wanheimerort            | |                |
| Karnevalsmuseum                                   | Revierpark Mattlerbusch | |                |
| Lehrerhaus Friemersheim                           | Friemersheim            | | weitere Bilder |
| Museumsschiff „Oscar Huber“                       | Ruhrort                 | | weitere Bilder |
| Münsterschatzmuseum                               | Meiderich               | |                |
| Naturwissenschaftliches Museum Studio der Heimat  | Wedau                   | |                |
| Sammlung Junge Kunst in der König-Brauerei        | Beeck (Duisburg)        | Besichtigung nach telefonischer Anmeldung | weitere Bilder |